# Edward Sexby
Edward Sexby (1616 - 13 janvier 1658) est un soldat anglais et niveleur de l'armée d'Oliver Cromwell. 
Sexby était surnommé L'Oiseau-Tempête. Il prôna la communauté des biens et appela au meurtre de Cromwell dans son pamphlet Tuer n'est pas assassiner (en anglais, Killing no murder). Cromwell le fit emprisonner et il mourut en captivité.

## Commentaires surTuer n'est pas assassiner

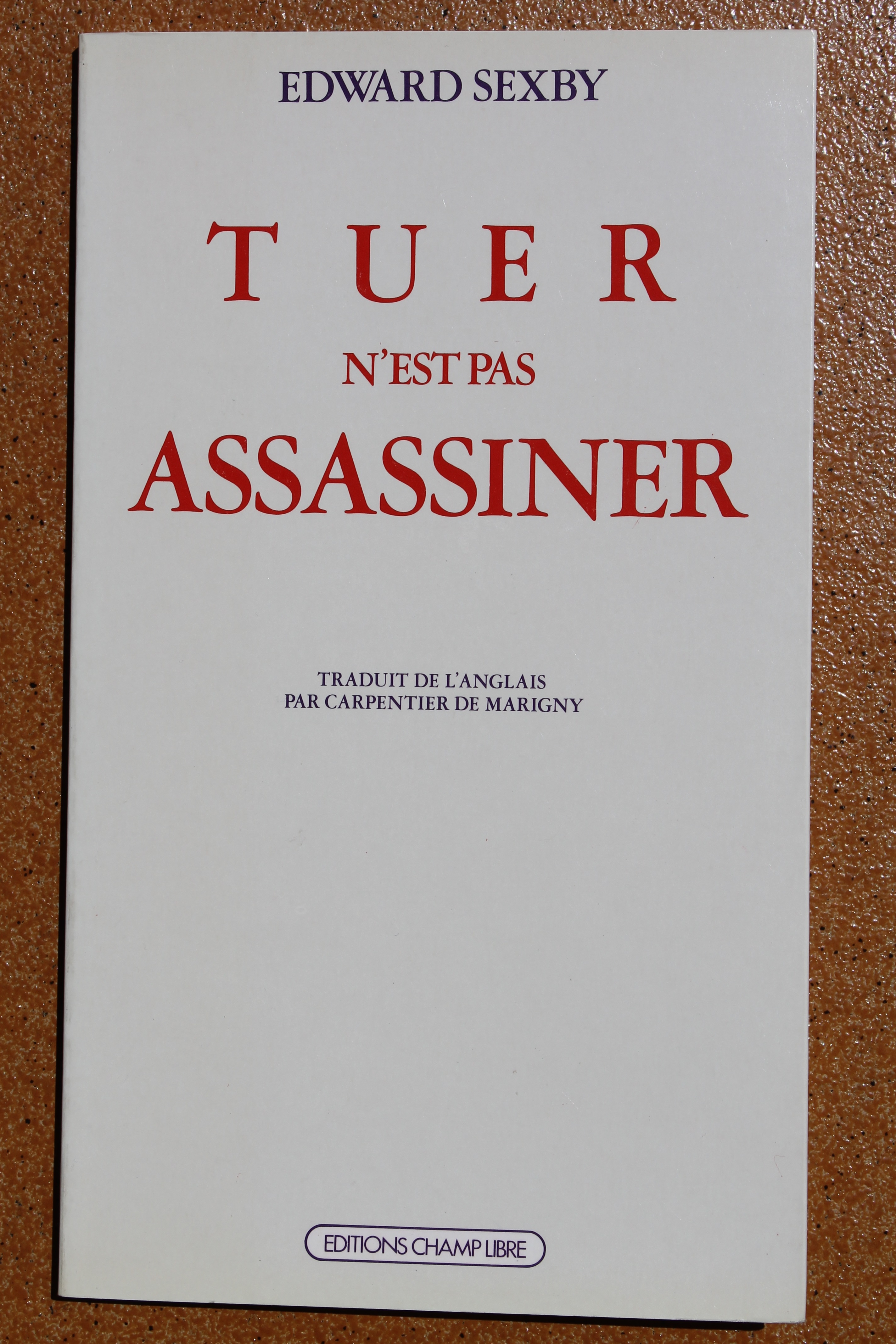
Tuer n'est pas assassiner, Champ libre.

En 1980, Guy Debord rédige une note d'introduction lors de la réédition par Champ libre de Tuer n'est pas assassiner. En voici un extrait : « Le pamphlet de Sexby est l’un des écrits les plus fameux qu’ait produit la révolution anglaise, entre 1640 et 1660. Il est, après les œuvres de Machiavel, La Boétie et quelques autres, un classique dans la critique de la domination. Son originalité réside d’abord dans le fait qu’il est explicitement dirigé, au contraire des précédents, contre un tyran nommément désigné, qu’il incite vivement à mettre à mort au plus tôt par n’importe quel moyen ; et, d’autre part, dans le fait que ce tyran particulier est le prototype de la principale série du chef d’État moderne illégitime, du récupérateur qui a établi son pouvoir en réprimant une révolution sociale dont il avait d’abord saisi la direction : en ce sens, le bref règne de Cromwell préfigure à la fois ceux de Robespierre ou Lénine et ceux de leurs successeurs perpétuellement mal assurés, Bonaparte aussi bien que Staline et ses fils.
Killing no murder, imprimé en 1657 dans les Pays-Bas, mêle les plus sûres analyses de Machiavel à ce langage biblique qui caractérisa la révolution bourgeoise d’Angleterre, comme plus tard le style des « Romains ressuscités » devait être la signature de la grande Révolution française. Le ton de ce pamphlet est à l’origine de tout un courant de la littérature anglaise ultérieure, le seul dont on ne rencontre pas d’équivalent à l’étranger, celui qui va de Swift à Junius, et sans doute aussi, ramené à un exercice de l'humour esthétique, au Thomas de Quincey de L'Assassinat considéré comme un des beaux-arts. Sexby fut traduit en français, dès 1658, par Carpentier de Marigny, un Frondeur de la bande du Cardinal de Retz ; lequel se trouvait alors lui aussi en exil, après son évasion de la prison de Nantes, et jugeait expédient d’appliquer à Mazarin le raisonnement qui condamnait Cromwell. »

## Œuvre
- Tuer n'est pas assassiner, traduit de l'anglais par Carpentier de Marigny, Champ Libre, Paris, 1980. La note de l'éditeur a été rédigée par Guy Debord[1].